# Стив-Тшвете (местный муниципалитет)
Стив Тшвете (англ. Steve Tshwete) — местный муниципалитет в районе Нкангала провинции Мпумаланга (ЮАР). Административный центр — город Мидделбург.

## География и климат
Муниципалитет расположен в восточной части ЮАР, в основном на высоком плато (1400—1700 м над уровнем моря). Климат субтропический, с тёплым летом и умеренно прохладной зимой.

## Экономика
Основу экономики составляют:
- Добыча угля (регион входит в состав угольного бассейна Витбанк-Мидделбург)
- Сельское хозяйство (кукуруза, животноводство)
- Промышленность (металлургия, химическая промышленность)

## Население
По данным переписи 2001 года, население составляло 142 770 человек. Основные этнические группы: зулусы, африканеры и сото. Официальные языки — английский, зулу, африкаанс и северный сото.

## История и название
Муниципалитет назван в честь Стива Вукхиле Тшвете (1938—2002), активиста АНК и Умкото ве Сизве, который после падения режима апартеида занимал посты министра спорта и министра безопасности ЮАР.

## Транспорт
Через муниципалитет проходят:
- Автодорога N4 (соединяет Преторию и Мапуту)
- Железнодорожная линия Гаутенг-Мапуту

## Достопримечательности
- Угольные шахты и индустриальные объекты
- Природные ландшафты Высокого Велда

## Примечание
1. ↑  GCIS | Resource centre - Contact Directory. www.gcis.gov.za. Дата обращения: 4 июня 2025. Архивировано 14 июля 2010 года.
2. ↑  Page Not Found | AGSA. www.agsa.co.za. Дата обращения: 4 июня 2025.